# Zacamulpa Tlalmimilolpan
Zacamulpa Tlalmimilolpan, är ett samhälle i kommunen Lerma i delstaten Mexiko i Mexiko. Orten hade 1 842 invånare vid folkräkningen år 2020.